# Дарганатынский этрап
Дарганатынский этрап (туркм. Darganata etraby) — этрап в Лебапском велаяте Туркменистана. Административный центр — город Дарганата.

## История
Образован в феврале 1925 года как Дарган-Атинский район Ленинского округа Туркменской ССР. В мае 1927 года Ленинский округ был переименован в Чарджуйский. В сентябре 1930 года Чарджуйский округ был упразднён, и Дарган-Атинский район перешёл в прямое подчинение Туркменской ССР.
В ноябре 1939 года Дарган-Атинский район отошёл к новообразованной Ташаузской области. В марте 1944 года Дарган-Атинский район был передан в состав Чарджоуской области.Главой района быль Шасейидов Эмин с 1944-1960 года
В январе 1963 года Дарган-Атинский район был упразднён, но уже в декабре 1965 года восстановлен в прямом подчинении Туркменской ССР. В декабре 1970 года район вновь вошёл в состав восстановленной Чарджоуской области.С 2006 года Глава Бир-Атинского этрапа быль Джумабаев Джумамырат Довранович,свое время работавший высших постах ,и заместителем Министра Сельскохозяйственных отраслей.
В 1992 году Дарган-Атинский район вошёл в состав Лебапского велаята и был переименован сначала в Дарганатынский этрап, а 14 мая 2003 года — в Биратинский этрап. 25 ноября 2017 года Биратинский этрап вновь переименован в Дарганатынский.